# Forrest Fire
Forrest Fire — студійний альбом американського джазового тенор-саксофоніста Джиммі Форреста, випущений у 1960 році лейблом New Jazz.

## Опис
Упродовж 1961 року Джиммі Форрест записав чотири альбоми на Prestige і на дочірньому лейблі New Jazz (усі були пізніше перевидані на CD в серсії «Original Jazz Classics»). На цій сесії тенор-саксофоніст грає 20-річним органістом Ларрі Янгом, гітаристом Торнелом Шварцем і ударником Джиммі Смітом. Гурт виконує дві танцювальні мелодії («Dexter's Deck» і «Help» Дуга Воткінса), пару блюзві, свінгову версію «Remember» Ірвінга Берліна, і єдину баладу («When Your Lover Has Gone»).

## Список композицій
1. «Remember» (Ірвінг Берлін) — 5:27
2. «Dexter's Deck» (Декстер Гордон) — 6:37
3. «Jim's Jam» (Джиммі Форрест) — 8:54
4. «Bags' Groove» (Мілт Джексон) — 8:25
5. «When Your Lover Has Gone» (Ейнар Аарон Свон) — 5:27
6. «Help!» (Дуг Воткінс) — 4:49

## Учасники запису
- Джиммі Форрест — тенор-саксофон
- Ларрі Янг — орган
- Торнел Шварц — гітара
- Джиммі Сміт — ударні

Технічний персонал
- Есмонд Едвардс — продюсер
- Руді Ван Гелдер — інженер